# 戸塚忠春
戸塚 忠春（とつか ただはる、生年不詳 - 天文23年（1554年））は、戦国時代の武士。西郷局の父。妻は於さい。通称五郎大夫。

## 略歴
遠江国（静岡県掛川市）上西郷（溝江）の住人で、今川氏に仕えた西郷十八士の一人。天文23年（1554年）大森の戦で戦死。次男に永伝（法泉寺七世心翁）がいる。